# إيما باديلا
إيما باديلا (بالإسبانية: Emma Padilla)‏ هي ممثلة مكسيكية، ولدت في 8 مارس 1900 في مدينة مكسيكو في المكسيك، وتوفي بنفس المكان في 2 يوليو 1966.

## وصلات خارجية
- إيما باديلا على موقع IMDb (الإنجليزية)
- إيما باديلا على موقع كينوبويسك (الروسية)